# Podkorzenno
Podkorzenno – osada wsi Korzenno w Polsce położona w województwie świętokrzyskim, w powiecie kieleckim, w gminie Raków. Do 31 grudnia 2016 była to samodzielna osada.
W latach 1975–1998 miejscowość należała administracyjnie do województwa kieleckiego.